# Bahía Howard
Die Bahía Howard (spanisch, in Argentinien Bahía Ombú) ist eine 4 km breite und 2,5 km lange Bucht an der Ostküste der Lavoisier-Insel im Archipel der Biscoe-Inseln westlich der Antarktischen Halbinsel. Sie liegt etwa 5 km südlich des Kap Leblond. Ihre Einfahrt wird südlich durch den Benedict Point begrenzt.
Chilenische Wissenschaftler benannten sie nach dem späteren Vizeadmiral John Howard Balaresque, Teilnehmer an der 17. Chilenischen Antarktisexpedition (1962–1963). Der Hintergrund der argentinischen Benennung ist nicht überliefert.